# Pórusbeton

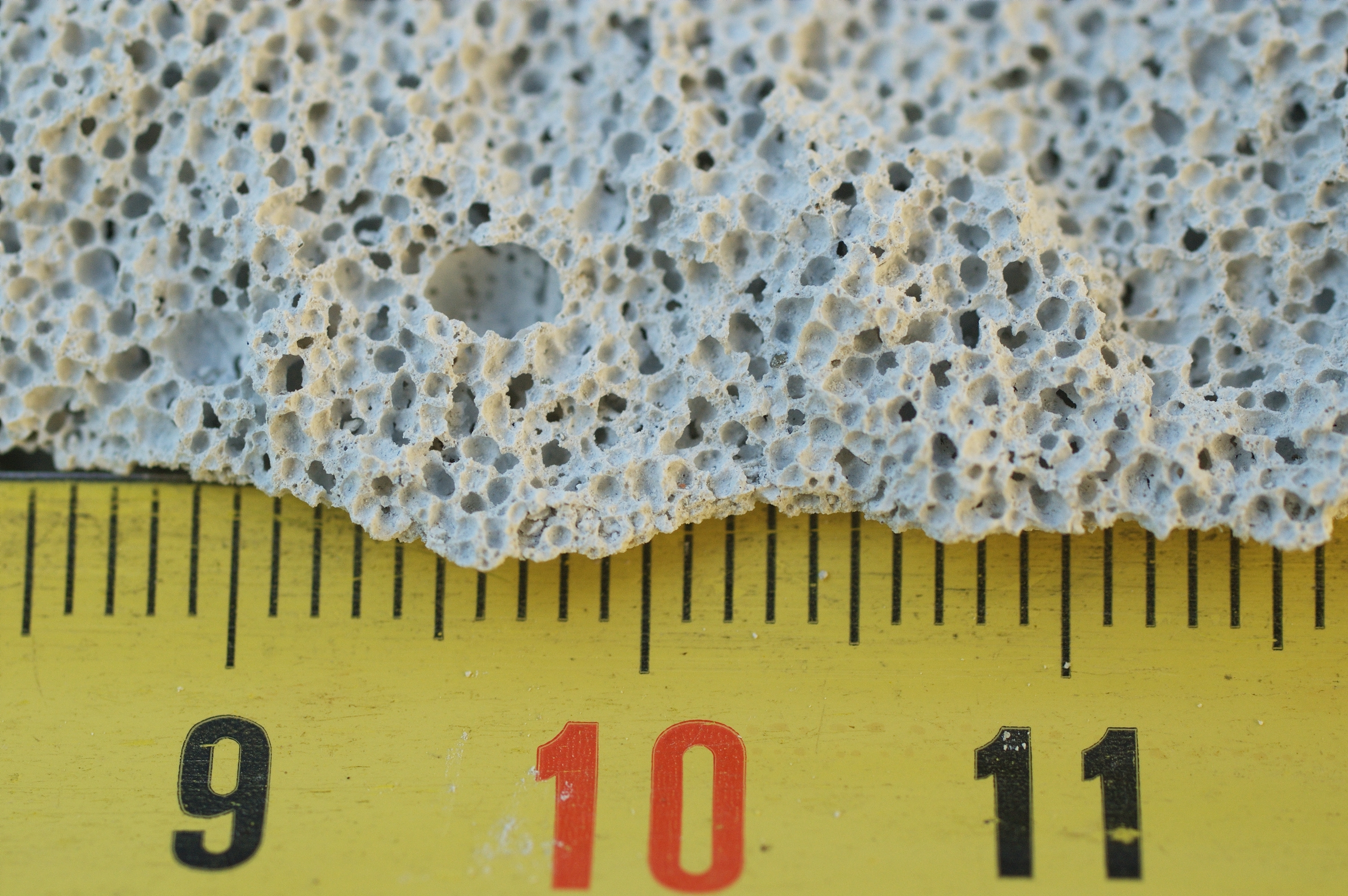
Pórusbeton – közelről

A pórusbeton fő alkotóeleme a kvarchomok. Ez a teljesen természetes alapanyag nagy mennyiségben megtalálható a földfelszín közelében, így kitermelése nem jelent környezetterhelést. További összetevők még a cement, a mész és a víz. Ezekhez az alapanyagokhoz pórusképző adalékot adnak, amely közreműködésével alakul ki a termék kiváló hőszigetelő képessége. A pórusképző adalék többnyire nagyon finomra őrölt újrahasznosított alumínium, mely reakcióba lépve a vízzel lúgos kőzetben hidrogén gáz szabadul fel (2 Al + Ca(OH)2 + 6 H2O = Ca(Al(OH)4)2 + 3 H2) és pórusok millióit létrehozva távozik az anyagból.

## Gyártása
A receptura szerint bemért anyagokból egy keverőben híg beton készül, ami kerekeken guruló 7,17 m³ térfogatú formákba kerül. Az öntés után a pórusbeton massza elkezd duzzadni a fejlődő hidrogéngáz hatására. Az égetett mész beoltódása és a cement hidratációja során keletkező reakcióhő következtében az öntések hőmérséklete fokozatosan növekszik.
CaO + H2O = Ca(OH)2 + Q (Q = 1177 kJ/kg)
2 Ca3SiO5 + 7 H2O → 3 CaO2SiO2 · 4 H2O (gel) + 3 Ca(OH)2  + 173,6 kJ
2 Ca2SiO4 + 5 H2O → 3 CaO2SiO2 · 4 H2O + Ca(OH)2 + 58,6 kJ
Az öntéstől eltelt idő és a hőmérsékletnövekedés hatására a massza fokozatosan megkeményedik, miközben először kialakul, majd stabilizálódik a pórusbeton struktúrája. A pórusbeton szilárdságát a 11 Å-tobermorit (Ca4Si6O15(OH)2· 5 H2O / Ca5Si2O16 (OH)2· 4 H2O) kristály szerkezete adja, mely kristályszerkezet kialakulása az autoklávolás során megy végbe. Az autoklávban 190 °C-on, 12-13 bar (abszolút nyomás) telített vízgőzatmoszférában azok a kémiai folyamatok már néhány óra alatt lejátszódnak, amelyek normális körülmények között egyáltalán nem, vagy csak nagyon hosszú idő után (több hét vagy év) mennének végbe. Az autoklávból kijövő késztermék már beépítésre alkalmas.